# 15910 Shinkamigoto
15910 Shinkamigoto este un asteroid din centura principală de asteroizi.

## Descriere
15910 Shinkamigoto este un asteroid din centura principală de asteroizi. A fost descoperit pe 6 octombrie 1997 la Kitami de Kin Endate și Kazuro Watanabe. Asteroidul prezintă o orbită caracterizată de o semiaxă mare de 2,27 ua, o excentricitate de 0,10 și o înclinație de 5,5° în raport cu ecliptica.